# Довгохвостка корейська
Довгохво́стка коре́йська (Takydromus wolteri) — вид ящірок родини справжніх ящірок (Lacertidae). Представник далекосхідної фауни.

## Опис
Дрібна струнка ящірка. Довжина тіла від кінчика морди до клоаки (L.) до 58 мм. Хвіст (L.cd.) майже в 2,5 рази  перевищує довжину тулуба з головою: відношення  L./L.cd. складає 0,40—0,57. Хвіст ламкий, здатний до регенерації.
Між верхньовійним і надочноямковим щитками розташовуються 7 дрібних зерняток. Підочний щиток щільно примикає до краю рота, попереду від нього зазвичай 4, рідше 3 або 5 верхньогубних. Скронева луска гладенька або зі слабкими реберцями. Горлова луска гладенька і збільшується на шиї. Спина вкрита 7—8 рядками ребристих луски. Спинно-бокова луска зерниста, в багато раз менша за спинну. Щитки на череві розташовані 8 поздовжніми рядками. Анальний щиток великий, його ширина дещо більша довжини. Хвіст досить чіпкий.
Зверху коричневого, оливково-сірого або світло-сірого кольору з бурою або чорно-бурою поздовжньою смугою на хребті, яка переходить на хвіст. По спинно-бічному і зовнішньому рядку спинної луски проходить широка бура смуга, що починається у скроневій області і переходить на боки хвоста, де поступово зникає. Черево жовтувато-білого, горло і груди зеленувато-блакитного забарвлення. Молоді ящірки темного, майже чорного кольору.

## Поширення
Мешкає в Кореї, Південно-Східній Маньчжурії, Східному Китаї, на півдні Приморського краю Росії.

## Особливості біології
Населяє місцевості з трав'янистою та чагарниковою рослинністю, трапляється на околицях лісів, на болотах і луках. Дуже добре плаває й лазить по деревах, допомагаючи собі хвостом. 
Довгохвостка корейська належить до яйцекладних ящірок. Статева зрілість настає в 2 роки. Парування відбувається на початку травня. На початку червня самиці відкладають до 9 яєць. За сезон відбувається 2 кладки. Молоді ящірки довжиною 3,2—4,2 см з'являються у вересні.
Харчується комахами та дрібними безхребетними.

## Охорона
Стан більшості природних популяцій виду в межах ареалу залишається більш-менш стабільним. Саме тому він, згідно Червоного списку МСОП, отримав охоронний статус «відносно благополучний вид».